# Bruce Crane

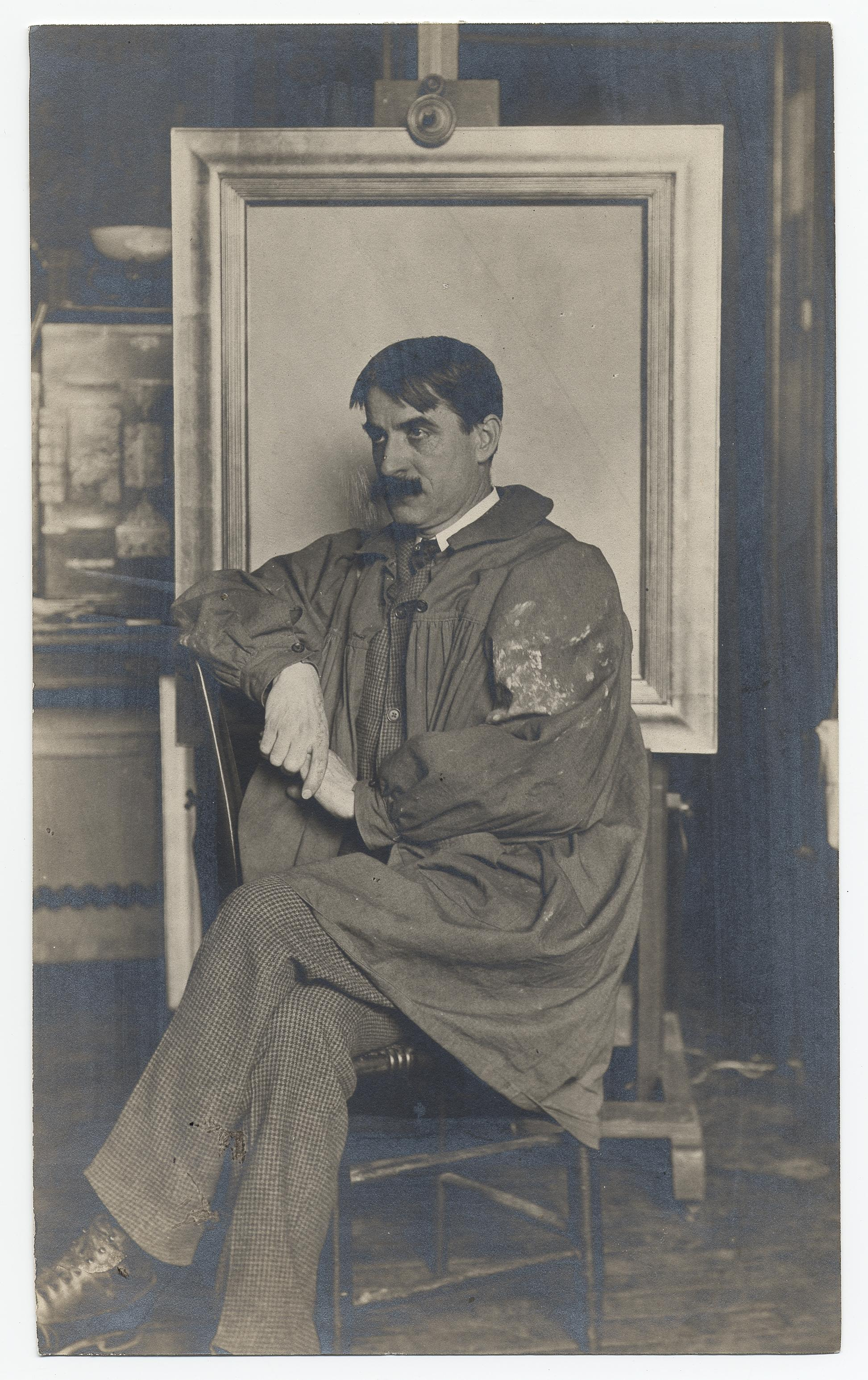
Bruce Crane vor seiner Staffelei sitzend. Archives of American Art

Robert Bruce Crane (* 17. Oktober 1856 in New York City; † 30. Oktober 1937 in Bronxville, New York) war ein US-amerikanischer Landschaftsmaler des Tonalismus.

## Leben
Bruce Crane wurde als Sohn eines Ornamentzeichners geboren. Im Alter von 17 Jahren begann er eine zweijährige Lehre bei einem Architekten in Elizabeth, New Jersey, wo er seine zeichnerischen Fähigkeiten weiterentwickelte. 1876 kehrte er nach New York zurück und begann bei dem Landschaftsmaler Alexander Helwig Wyant zu studieren. 1879 stellte er erstmals an der National Academy of Design aus, wo er 1889 zum assoziierten Mitglied und 1901 zum Vollmitglied gewählt wurde.    
Zwischen 1878 und 1882 setzte Crane seine Ausbildung an der Art Students League of New York fort und unternahm mehrere Reisen nach Frankreich.  Dort arbeitete er in Paris und besuchte die Künstlerkolonie von Grez-sur-Loing, wo er den französischen Maler Jean-Charles Cazin kennenlernte.  
Nach seiner Rückkehr in die USA arbeitete Bruce Crane in seinem Atelier in New York und malte Landschaften der Region, darunter die Adirondack Mountains, die Küstenlandschaft von Long Island und die Umgebung von East Hampton. Ab 1904 verbrachte er die Sommer in der Künstlerkolonie von Old Lyme, Connecticut, und 1910 ließ er sich in Bronxville, New York, nieder, wo er die Wintermonate verbrachte. Von 1929 bis 1933 war Bruce Crane Präsident des Salmagundi Clubs in New York City.  Im Jahr 1935 brach er sich bei einem Sturz beide Hüften, was zu seiner Gebrechlichkeit führte. Er starb am 30. Oktober 1937 in Bronxville, New York, an einem Herzleiden.

## Werk

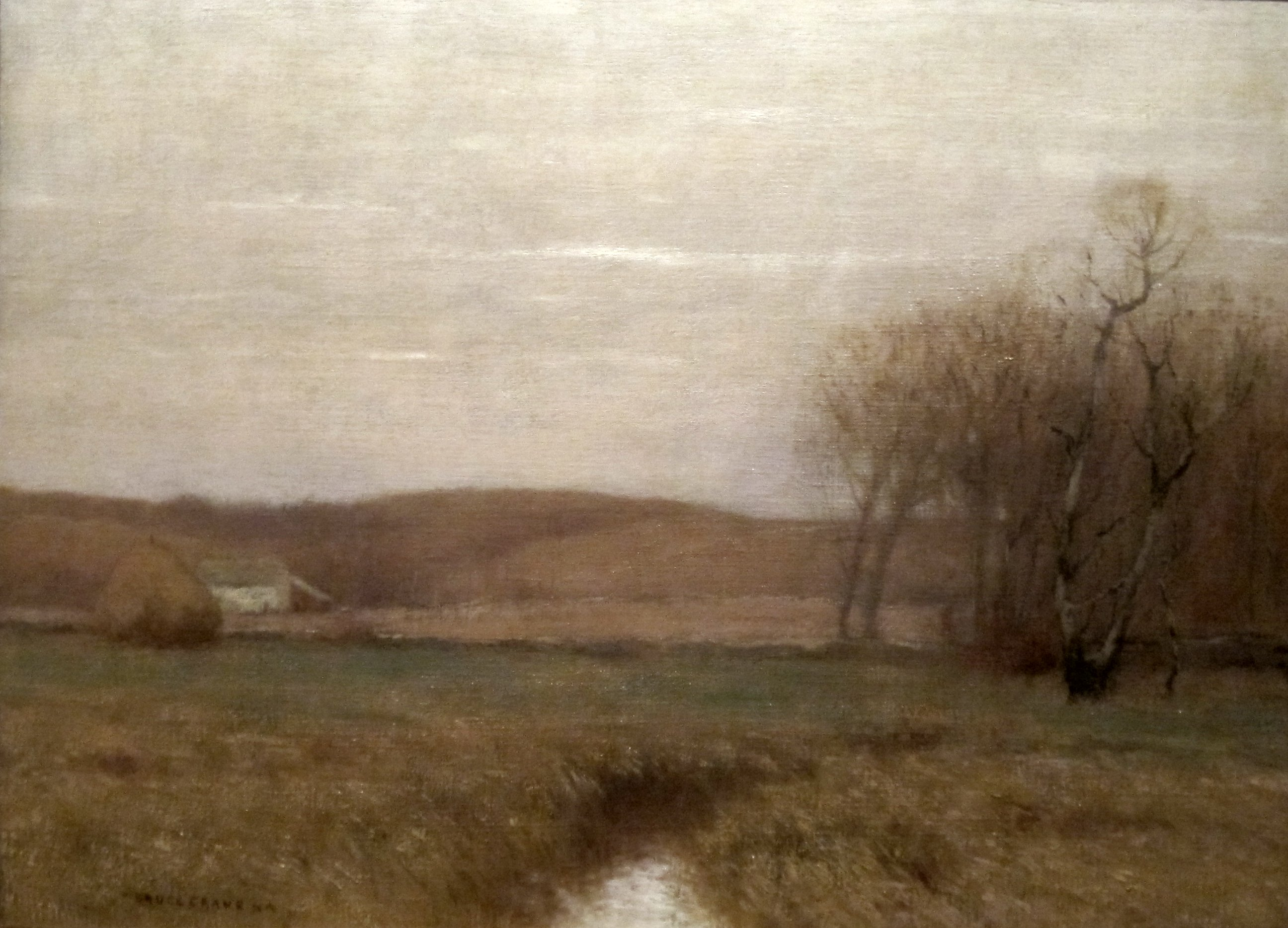
Robert Bruce Crane: Fall Morning. Dayton Art Institute

Bruce Crane war ein bedeutender Landschaftsmaler, der für seine Herbst- und Winterlandschaften bekannt war.  Er war stark von der französischen Schule von Barbizon beeinflusst. Seine Werke sind in zahlreichen Museen und Privatsammlungen vertreten.   